# Saint-Jacques-sur-Darnétal
Saint-Jacques-sur-Darnétal är en kommun i departementet Seine-Maritime i regionen Normandie i norra Frankrike. Kommunen ligger i kantonen Darnétal som tillhör arrondissementet Rouen. År 2022 hade Saint-Jacques-sur-Darnétal 3 134 invånare.

## Befolkningsutveckling
Antalet invånare i kommunen Saint-Jacques-sur-Darnétal
| Referens: INSEE |